# ألفرد كريستي (لاعب كريكت)
ألفرد كريستي (بالإنجليزية: Alfred Christy)‏ (17 يناير 1818 - 23 مارس 1876) هو لاعب كريكت بريطاني (وحمل سابقاً جنسية المملكة المتحدة لبريطانيا العظمى وأيرلندا).